# Horst Lommatzsch
Horst Lommatzsch (* 10. August 1918 in Chemnitz; † 15. November 1965 in Berlin) war ein deutscher Schauspieler.

## Leben
Horst Lommatzsch absolvierte zunächst eine Höhere Handelslehranstalt und nahm 1942 bis 1943 bei Gustav Wehrle in Chemnitz Schauspielunterricht. 1945 gab er hier sein Debüt, um anschließend über das Stadttheater Bautzen und das Leipziger Schauspielhaus 1956 Ensemblemitglied der Volksbühne Berlin zu werden, dem er bis zu seinem frühen Tod 1965 angehörte.

## Filmografie
- 1956: Der Hauptmann von Köln
- 1957: Polonia-Express
- 1958: Der Prozeß wird vertagt
- 1958: Das Lied der Matrosen
- 1960: Was wäre, wenn …?
- 1960: Einer von uns
- 1961: Der Fremde
- 1962: Königskinder
- 1962: Tanz am Sonnabend – Mord?
- 1962: Weimarer Pitaval: Der Fall Hellseher Drost (Fernsehreihe)
- 1962: Anonymer Anruf
- 1963: Verliebt und vorbestraft
- 1965: Solange Leben in mir ist
- 1966: Hände hoch oder ich schieße

## Theater
- 1948: Maximilian Vitus: Die drei Eisbären – Regie: Werner Kamenik (Stadttheater Bautzen)
- 1953: Ion Luca Caragiale: Der verlorene Liebesbrief – Regie: Wolfgang Böttcher (Leipziger Schauspielhaus)
- 1955: Jerzy Jurandot: Solche Zeiten (Buchhalter) – Regie: Ludwig Friedrich (Leipziger Schauspielhaus)
- 1956: Jean-Paul Sartre: Nekrassow (Polizeibeamter) – Regie: Fritz Wisten (Volksbühne Berlin)
- 1957: Leo Tolstoi: Die Macht der Finsternis  – Regie: Fritz Wisten (Volksbühne Berlin)
- 1957: Gerhart Hauptmann: Die Weber (Polizeiverwalter) – Regie: Ernst Kahler (Volksbühne Berlin)
- 1958: Johann Nestroy: Der Talisman – Regie: Franz Kutschera (Volksbühne Berlin)
- 1959: Hedda Zinner: Was wäre wenn … (Neubauer) – Regie: Otto Tausig (Volksbühne Berlin)
- 1955: Carlo Goldoni: Der Diener zweier Herren  – Regie: Otto Tausig (Volksbühne Berlin)
- 1960: Carl Sternheim: Der Kandidat (Spießertyp) – Regie: Fritz Wisten (Volksbühne Berlin)
- 1962: Gerhart Hauptmann: Florian Geyer – Regie: Wolfgang Heinz (Berliner Volksbühne)
- 1963: Lope de Vega: Ritter vom Mirakel – Regie: Fritz Bennewitz (Volksbühne Berlin)

## Hörspiele
- 1958: Manfred Bieler: Hochzeitsreise (Telegrammbote) – Regie: Hans Knötzsch (Hörspiel – Rundfunk der DDR)
- 1959: Edith Mikeleitis: Sein bestes Bild – Regie: Hans Knötzsch (Hörspiel – Rundfunk der DDR)
- 1963: John Lyly: Alexander und Campaspe – Regie: Wolfgang Brunecker (Hörspiel – Rundfunk der DDR)